# Часовня Георгия Победоносца (Реутов)
Часовня Святого великомученика Георгия Победоносца — православная часовня в городе Реутове в память воинов, погибших за веру и Отечество. Находится на территории воинского мемориального комплекса «Реутовцам, погибшим за Отечество» (улица Победы, рядом с домом № 11). Приписана к храму Казанской иконы Божией Матери.

## Архитектура
Представляет собой небольшую кирпичную постройку с шатровым завершением с рельефами православных святых на стенах. Автор и изготовитель рельефов: скульптор Виталий Иванович Казанский.